# Miss Polonia 2016
Miss Polonia 2016 – 38. edycja konkursu piękności Miss Polonia. Gala finałowa odbyła się 12 listopada 2016 w sali balowej hotelu Narvil Conference & Spa w Serocku.
Miss Polonią została Izabella Krzan z Olsztyna.

## Rezultaty
| Tytuł             | Laureatka                                                                     |
| ----------------- | ----------------------------------------------------------------------------- |
| Miss Polonia 2016 | Izabella Krzan                                                                |
| I Wicemiss        | Dominika Szymańska                                                            |
| II Wicemiss       | Katarzyna Włodarek                                                            |
| Top 5             | Ludwika Cichecka Katarzyna Szklarczyk                                         |
| Top 10            | Agata Drywa Angelika Lipa Karolina Mikołajczyk Paulina Rułka Angelika Stępień |

### Nagrody specjalne
| Tytuł                | Laureatka          |
| -------------------- | ------------------ |
| Miss VitaDiet Polska | Katarzyna Włodarek |
| Miss Publiczności    | Ludwika Cichecka   |

## Finalistki
| Nr | Kandydatka             | Wiek | Wzrost | Województwo         | Miejscowość          |
| -- | ---------------------- | ---- | ------ | ------------------- | -------------------- |
| 1  | Agata Drywa            | 25   | 174 cm | Łódzkie             | Łódź                 |
| 2  | Aleksandra Woźnica     | 19   | 176 cm | Mazowieckie         | Warszawa             |
| 3  | Aleksandra Śmiałkowska | 22   | 170 cm | Łódzkie             | Stryków              |
| 4  | Angelika Lipa          | 20   | 177 cm | Lubelskie           | Krasnystaw           |
| 5  | Angelika Staros        | 24   | 178 cm | Mazowieckie         | Garwolin             |
| 6  | Angelika Stępień       | 19   | 177 cm | Łódzkie             | Piotrków Trybunalski |
| 7  | Anna Pupiel            | 26   | 180 cm | Lubelskie           | Biała Podlaska       |
| 8  | Dominika Szymańska     | 21   | 177 cm | Kujawsko-pomorskie  | Bydgoszcz            |
| 9  | Ewa Woch               | 22   | 180 cm | Kujawsko-pomorskie  | Inowrocław           |
| 10 | Izabella Krzan         | 21   | 180 cm | Warmińsko-mazurskie | Olsztyn              |
| 11 | Karolina Mikołajczyk   | 22   | 178 cm | Mazowieckie         | Warszawa             |
| 15 | Karolina Suchenek      | 23   | 173 cm | Mazowieckie         | Jadów                |
| 13 | Katarzyna Szklarczyk   | 20   | 179 cm | Małopolskie         | Bukowno              |
| 14 | Katarzyna Włodarek     | 25   | 175 cm | Łódzkie             | Wieluń               |
| 15 | Kinga Zabielska        | 18   | 173 cm | Podlaskie           | Mońki                |
| 16 | Ludwika Cichecka       | 24   | 180 cm | Śląskie             | Rybnik               |
| 17 | Natalia Koresendowicz  | 25   | 177 cm | Pomorskie           | Ostrowo              |
| 18 | Natalia Popis          | 22   | 175 cm | Śląskie             | Racibórz             |
| 19 | Patrycja Pochmara      | 25   | 175 cm | Mazowieckie         | Warszawa             |
| 20 | Paulina Rułka          | 21   | 177 cm | Łódzkie             | Łódź                 |